# Хемминг, Зак
Закари Хемминг (англ. Zachary Hemming; род. 7 марта 2000 года в Бишоп-Окленде, Дарем) — английский футболист, вратарь английского клуба «Мидлсбро», выступающий на правах аренды за шотландский «Сент-Миррен».

## Клубная карьера
Хемминг родился в небольшом городке Бишоп-Окленд на северо-востоке Англии и посещал католическую школу Святого Иоанна, где начал заниматься футболом. В 2013 году присоединился к футбольной Академии «Мидлсбро», где выступал за молодёжную команду (до 18 лет) и за резервную (до 21 года), проведя в общей сложности 67 матчей.

### Аренды в клубы Нон-лиги
В октябре 2018 года на правах месячной аренды присоединился к клубу Северной Национальной лиги «Дарлингтону» и 30 октября дебютировал во взрослом футболе в выездном поединке против «Брэдфорд Парк Авеню» (2:2). В августе 2019 года на правах аренды перешел в клуб Национальной лиги «Хартлпул Юнайтед», но, не сыграв ни одной встречи, был отозван. В ноябре 2019 года был арендован клубом «Блайт Спартанс», за который дебютировал в том же месяце в матче FA Trophy против «Олфретон Таун».

### «Килмарнок»
В июне 2021 года на правах сезонной аренды перешёл в клуб шотландского Чемпионшипа «Килмарнок». Голкипер успешно начал сезон, пропустив всего 1 гол в первых четырёх турах, и был признан Лучшим игроком августа. По итогам сезона, Хемминг сыграл все 36 матчей в чемпионате, записав в свой актив 15 «сухих» матчей, и помог «Килмарноку» стать чемпионом дивизиона и выйти в Премьершип. Также, был признан «Лучшим молодым игроком» «Килмарнока» и вошёл в символическую сборную дивизиона.
В июне 2022 года Хемминг второй раз был арендован «Килмарноком» до конца сезона 2022/23. Пропустив начало сезона из-за травмы паха, 17 сентября дебютировал в шотландском Премьершипе в гостевом матче против «Ливингстона» (0:1).

## Достижения
«Килмарнок»
- Победитель шотландского Чемпионшипа: 2021/22
- Лучший молодой игрок года: 2021/22